# サヴトレ
sub-tle.（サヴトレ、「b」であるが故意に「ヴ」と表記、アルファベットの場合、正式にはハイフン（-）とピリオド（.）も表記する）は、クラフトワーク / ノイ! / ラ・デュッセルドルフのクラウス・ディンガー率いる「la! Düsseldorf / japandorf」プロジェクトのメンバーである日本人、オカモトサトシとオノウチカズユキの2名により2003年に結成され、2008年よりオカモトのソロとなったサウンド・プロジェクトである。

## 経歴
2003年、ノイ!、クラフトワークのクラウス・ディンガーによるプロジェクトの元、ドイツ・デュッセルドルフにてオカモトとオノウチが出会い、sub-tle.名義で活動を開始。舞踏・現代美術等、様々な分野で各国アーティストへの楽曲提供やコラボレーション、欧州各地にてインプロビゼーション主体のライブ・パフォーマンスを行い、ドイツ、ベルギー、スペイン、フランス等、欧州各国メディアにて採り上げられる。
2008年、ベルリンのレーベル、onpa))))よりsub-tle.名義にて『pre_mary』を全世界リリース。アルバム収録曲は東京、名古屋、札幌のカレッジチャートにおいて、チャート1位を獲得。
クラウス・ディンガーの急逝に伴い、リリース後、オカモトのソロとなる。
ドイツ国営放送ZDFにて放映された Luk Perceval監督によるドキュメンタリー・フィルムおよびTVシリーズ 『Düsseldorf - mon amour』シリーズ全編のサウンドトラックを手がけたのち、Deutsches Theater（ドイツ）やSalzburger Festspiele（オーストリア）等にて舞台音楽を担当。2011年に音楽を手がけた舞台『Die vier Himmelsrichtungen』 (Roland Schimmelpfennig監督) は、SALZBURGER FESTSPIELE (オーストリア)、Deutsch Theater Berlin (ドイツ)、Theater Duisburg (ドイツ)などでロングラン上演。。
2013年のドイツ総選挙に伴い、与党CDUのドキュメントに楽曲提供を行う。
2013年3月、英GROENLANDよりKlaus Dinger + Japandorf名義にてアルバム『Japandorf』がリリースされる。同年9月、マウス・オン・マーズのアンディ・トーマのプロデュースによりセカンド・アルバム『leam』を全世界リリース。
2020年、タンジェリン・ドリームのThorsten Quaeschningと共に、Thorsten Quaeschning with Satoshi Okamoto名義で配信コンサートを行う。

## ディスコグラフィ

### アルバム
- pre_mary（2008年）
- leam（2013年）